# Strada nazionale 5 (Marocco)
La strada nazionale 5 (N 5) in Marocco è una strada che collega Laayoune a Guelta Zemmur.